# 张平文

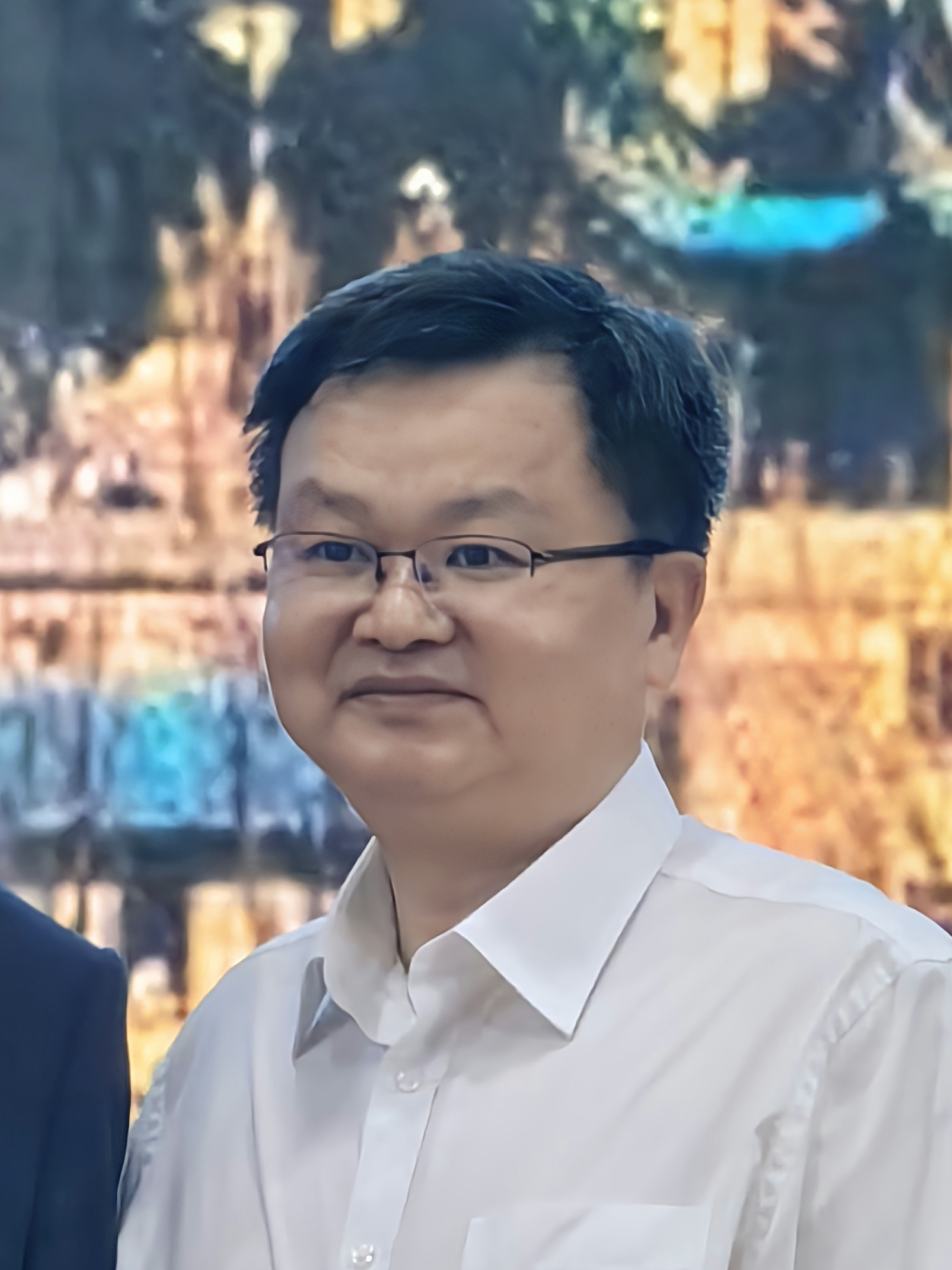
张平文在珞珈讲坛

张平文（1966年7月—），男，湖南长沙人，中国计算数学家，北京大学理学博士，教育部长江学者特聘教授，从事复杂流体的数学理论和计算方法研究。现任武汉大学校长。

## 生平
1988年毕业于北京大学数学系，1992年取得北京大学博士学位。1999年获得冯康科学计算奖，2015年当选中国科学院院士。2016年11月，当选发展中国家科学院院士，2020年当选美国工业与应用数学学会会士。2019年12月任北京大学副校长。
2022年12月，任武汉大学校长。